# 拉格朗孔布
拉格朗孔布（法語：La Grand-Combe，法語發音：[la ɡʁɑ̃ kɔ̃b]）是法国奥克西塔尼大区加尔省的一个市镇，属于阿莱斯区。

## 地理
拉格朗孔布（44°12'40"N, 4°1'46"E）面积12.01 平方千米，位于法国奧克西塔尼大區加尔省，该省份为法国南部沿海省份，南端濒地中海，北起顺时针与阿尔代什省、沃克吕兹省、罗讷河口省、埃罗省、阿韦龙省和洛泽尔省接壤。
与拉格朗孔布接壤的市镇（或旧市镇、城区）包括：布拉努-莱塔亚德、拉瓦勒普拉代勒、波特、圣塞西尔当多尔日、莱萨勒迪加尔东。

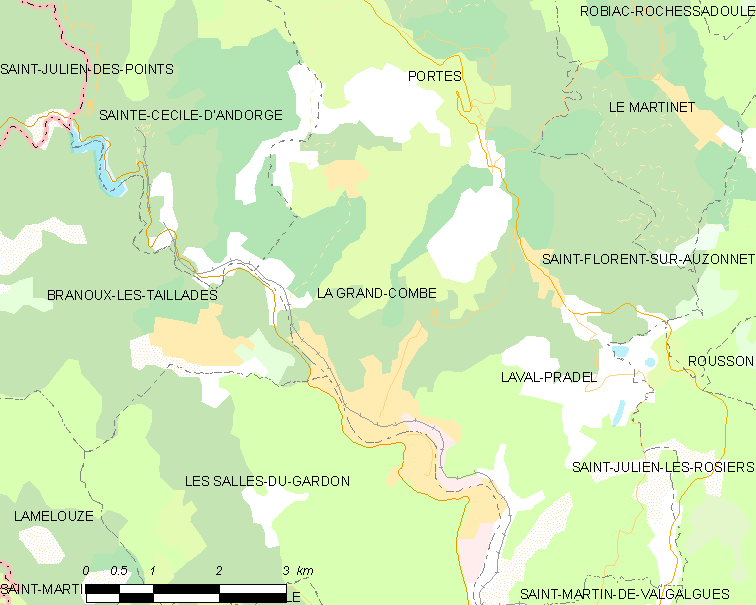
拉格朗孔布的OSM定位图

拉格朗孔布的时区为UTC+01:00、UTC+02:00（夏令时）。

## 行政
拉格朗孔布的邮政编码为30110，INSEE市镇编码为30132。

## 政治
拉格朗孔布所属的省级选区为拉格朗孔布县。

## 人口

1962-2008年间拉格朗孔布人口变化图示

拉格朗孔布于2022年1月1日时的人口数量为4837人。